# Associação Sportiva Sociedade Unida
Maillots
L'Associação Sportiva Sociedade Unida est un club brésilien de football basé à Assu dans l'État du Rio Grande do Norte, fondé le 10 janvier 2002. Le club dispute ses matchs au Stade Edgar Borges Montenegro, qui possède une capacité de 4 000 personnes. Les couleurs de l'équipe sont le vert et le blanc.

## Histoire
Le club est fondé 10 janvier 2002. 
Il remporte le championnat et la Copa Potiguar RN en 2009. 
Il participe à la Coupe du Brésil en 2010, où il est éliminé lors de la première phase face à l'Atlético Goianiense.

## Hymne

### Premier Hymne
Meu coração é alviverde até a morte, porque sou filho de um vale verdejante; Pelos gramados do Rio Grande do Norte, ASSU pra sempre será meu representante;
Gigante pela própria natureza, eu tenho orgulho em carregar essa bandeira; E ao seu lado com certeza, ser a torcida mais fiel, companheira;
ASSU! ASSU! ASSU!; Sua camisa é meu manto sagrado!; ASSU! ASSU! ASSU!; És minha vida, ó meu clube idolatrado!; ASSU! ASSU! ASSU!; Teu futebol é minha religião!; Esteja onde estiver, eu estarei contigo meu camaleão!; Haja o que houver, carregarei comigo no meu coração.

### Deuxième Hymne
Sou verde e branco de coração; sou assuense sou campeão; Tenho nos craques o melhor futebol; Entrando em campo sempre acaba em gol; O nosso time é arte e fé, levanta torcida olé; O nosso time é emoção, levanta camaleão; ASSU, ASSU !
Com muita garra, amor e fibra; Honrando nossa camisa; Associação Sportiva Sociedade Unida.

## Palmarès
- Championnat de l'État du Rio Grande do Norte (1) :
  - Champion : 2009

- Copa RN (1) :
  - Champion : 2009

### Catégories de jeunes
- Tournoi Seletivo pour les Copa São Paulo de Futebol Júnior: (1)
  - Champion : 2011

## Performance sportives

### Campeonato Potiguar -1redivision
| Année | Position |
| 2002  | 8e       |
| 2003  | 5e       |
| 2004  | 6e       |
| 2005  | 3e       |
| 2006  | 4e       |
| 2007  | 5e       |
| 2008  | 7e       |
| 2009  | 1er      |
| 2010  | 9e       |
| 2011  | 8e       |

|  |             |
|  | Championne. |

### Coupe du Brésil
| Year | Position |
| 2010 | 56e      |

1. ↑  (pt) « ASSU ganha título com raça e aplicação tática », tribunadonorte.com.br (consulté le 1er novembre 2011)